# Resolutie 755 Veiligheidsraad Verenigde Naties
Resolutie 755 van de Veiligheidsraad van de Verenigde Naties werd op 18 mei 1992 zonder stemming aangenomen.

## Inhoud
De Veiligheidsraad had de aanvraag van de Republiek Bosnië en Herzegovina voor lidmaatschap van de VN bestudeerd, en beval de Algemene Vergadering aan om aan Bosnië en Herzegovina het VN-lidmaatschap toe te kennen.

## Verwante resoluties
- Resolutie 753 Veiligheidsraad Verenigde Naties (Kroatië)
- Resolutie 754 Veiligheidsraad Verenigde Naties (Slovenië)
- Resolutie 763 Veiligheidsraad Verenigde Naties (Georgië)
- Resolutie 800 Veiligheidsraad Verenigde Naties (Slowakije)

Lijst ·  726 ·  727 ·  728 ·  729 ·  730 ·  731 ·  732 ·  733 ·  734 ·  735 ·  736 ·  737 ·  738 ·  739 ·  740 ·  741 ·  742 ·  743 ·  744 ·  745 ·  746 ·  747 ·  748 ·  749 ·  750 ·  751 ·  752 ·  753 ·  754 ·  755 ·  756 ·  757 ·  758 ·  759 ·  760 ·  761 ·  762 ·  763 ·  764 ·  765 ·  766 ·  767 ·  768 ·  769 ·  770 ·  771 ·  772 ·  773 ·  774 ·  775 ·  776 ·  777 ·  778 ·  779 ·  780 ·  781 ·  782 ·  783 ·  784 ·  785 ·  786 ·  787 ·  788 ·  789 ·  790 ·  791 ·  792 ·  793 ·  794 ·  795 ·  796 ·  797 ·  798 ·  799